# Esplosione del ristorante Perotti a Pedaso
L'esplosione del ristorante Perotti si è verificata il 30 agosto 1970 alle ore 11:25 a Pedaso.

## Cronologia
Mentre il ristorante si preparava ad accogliere i clienti, gli addetti alla cucina si accorsero che i fornelli non funzionavano e chiamarono il rivenditore di propano della cittadina, Romano Ficiarà, di 57 anni, che era anche il tecnico dell'impianto. Quest'ultimo scese nel locale ribassato dov'erano stipate le bombole per verificare il motivo del malfunzionamento, ma, essendo la stanza satura di gas, l'accensione della luce generò un'esplosione violentissima. Essa disintegrò l'edificio e scaraventò il tecnico e il cameriere che lo accompagnava contro il muro della casa dall'altra parte della strada.

## Vittime
Oltre ai due sopracitati morirono anche molti dipendenti del locale e il fratello del tecnico che si trovava davanti al suo negozio di ferramenta opposto alla strada.
La comunità, a distanza di anni, ricorda ancora i nomi delle 8 vittime:
- Sandro Amurri (17 anni);
- Mario Marsala (20 anni);
- Piero Sbattella (20 anni);
- Quarto Boccatonda (38 anni);
- Evasia Tomassini (40 anni);
- Gino Sbattella (50 anni);
- Romano Ficiarà (57 anni);
- Aris Ficiarà (60 anni).

## Celebrazioni
Al funerale delle vittime, celebrato dall'arcivescovo di Fermo Norberto Perini, parteciparono più di 3500 persone tra autorità parlamentari e concittadini dei defunti. Durante la benedizione delle bare il prete svenne.
Dopo la Santa Messa venne effettuato un corteo per scortare le vittime fino al cimitero locale, ma quando le bare vi arrivarono, la coda del corteo, tanto era lungo, si trovava ancora davanti alla chiesa.

## Ricostruzione
Dopo solo un anno dalla tragedia, i proprietari del ristorante, Ferruccio e Filippo Perotti, riaprirono un nuovo locale a pochi metri dal precedente.